# Чиндяновское сельское поселение
Чиндяновское се́льское поселе́ние — упразднённое муниципальное образование в Дубёнском районе Мордовии Российской Федерации.
Административный центр — село Чиндяново.

## История
Статус и границы сельского поселения установлены Законом Республики Мордовия от 28 декабря 2004 года № 118-З «Об установлении границ муниципальных образований Дубёнского муниципального района, Дубёнского муниципального района и наделении их статусом сельского поселения и муниципального района».
Упразднено в 2020 году с включением его единственного населённого пункта в Поводимовское сельское поселение (сельсовет).

## Население
| 2002 | 2010 | 2012 | 2013 | 2014 | 2015 | 2016 |
| ---- | ---- | ---- | ---- | ---- | ---- | ---- |
| 626  | ↘529 | ↘501 | ↘484 | ↘470 | ↘454 | ↘439 |
| 2017 | 2018 | 2019 | 2020 |      |      |      |
| ↘412 | ↘391 | ↘386 | ↘368 |      |      |      |

## Состав сельского поселения
| № | Населённый пункт | Тип населённого пункта | Население |
| - | ---------------- | ---------------------- | --------- |
| 1 | Чиндяново        | село                   | ↘368      |